# Być człowiekiem
Być człowiekiem (ang. Being Human) – brytyjski serial science fiction, produkowany przez BBC Three od 2008 do 2013 roku. Jego twórcą jest Toby Whithouse. 

## Obsada

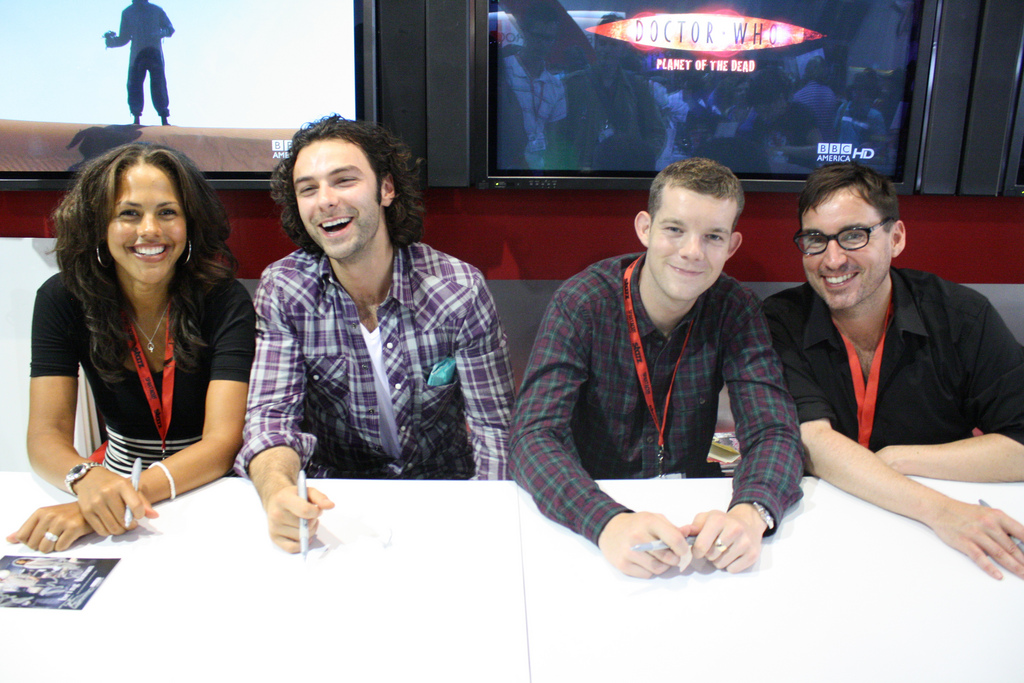
Lenora Crichlow, Aidan Turner, Russell Tovey i Toby Whithouse

| Postać         | Aktor            | Sezon        | Sezon        | Sezon        | Sezon              | Sezon  |
| Postać         | Aktor            | 1            | 2            | 3            | 4                  | 5      |
| -------------- | ---------------- | ------------ | ------------ | ------------ | ------------------ | ------ |
| Annie Sawyer   | Lenora Crichlow  | Główny       | Główny       | Główny       | Główny             |        |
| George Sands   | Russell Tovey    | Główny       | Główny       | Główny       | Główny (Gościnnie) |        |
| John Mitchell  | Aidan Turner     | Główny       | Główny       | Główny       |                    |        |
| Nina Pickering | Sinead Keenan    | Drugoplanowa | Drugoplanowa | Główny       |                    |        |
| Tom McNair     | Michael Socha    |              |              | Drugoplanowa | Główny             | Główny |
| Hal Yorke      | Damien Molony    |              |              |              | Główny             | Główny |
| Alex Millar    | Kate Bracken     |              |              |              | Drugoplanowa       | Główny |
| Dominic Rook   | Steven Robertson |              |              |              | Gościnnie          | Główny |

## Lista odcinków

### Pilot (2008)
| N/o | # | Tytuł | Reżyseria      | Scenariusz     | Premiera       |
| --- | - | ----- | -------------- | -------------- | -------------- |
| 1   | 1 | Pilot | Toby Whithouse | Declan O'Dwyer | 18 lutego 2008 |

### Seria pierwsza (2009)
| N/o | # | Tytuł                     | Reżyseria      | Scenariusz   | Premiera         |
| --- | - | ------------------------- | -------------- | ------------ | ---------------- |
| 2   | 1 | Flotsam and Jetsam        | Toby Whithouse | Toby Haynes  | 25 stycznia 2009 |
| 3   | 2 | Tully                     | Toby Whithouse | Toby Haynes  | 2 lutego 2009    |
| 4   | 3 | Ghost Town                | Rachel Anthony | Alex Pillai  | 8 lutego 2009    |
| 5   | 4 | Another Fine Mess         | Brian Dooley   | Alex Pillai  | 15 lutego 2009   |
| 6   | 5 | Where The Wild Things Are | Toby Whithouse | Colin Teague | 22 lutego 2009   |
| 7   | 6 | Bad Moon Rising           | Toby Whithouse | Colin Teague | 1 marca 2009     |

### Seria druga (2010)
| N/o | # | Tytuł                       | Reżyseria       | Scenariusz     | Premiera         |
| --- | - | --------------------------- | --------------- | -------------- | ---------------- |
| 8   | 1 | Cure and Contagion          | Toby Whithouse  | Colin Teague   | 10 stycznia 2010 |
| 9   | 2 | Serve God, Love Me and Mend | Toby Whithouse  | Colin Teague   | 17 stycznia 2010 |
| 10  | 3 | Long Live The King          | Lucy Catherine  | Colin Teague   | 24 stycznia 2010 |
| 11  | 4 | Educating Creature          | Jamie Mathieson | Kenny Glenaan  | 31 stycznia 2010 |
| 12  | 5 | The Looking Glass           | Tony Basgallop  | Kenny Glenaan  | 7 lutego 2010    |
| 13  | 6 | In The Morning              | Lisa McGee      | Charles Martin | 14 lutego 2010   |
| 14  | 7 | Damage                      | Toby Whithouse  | Charles Martin | 21 lutego 2010   |
| 15  | 8 | All God's Children          | Toby Whithouse  | Charles Martin | 28 lutego 2010   |

| 1. Lia 2. Adam's Family 3. Type 4 4. The Pack 5. The Longest Day 6. Daddy Ghoul 7. Though the Heavens Fall 8. The Wolf-Shaped Bullet | 1. Eve of the War 2. Being Human 1955 3. The Graveyard Shift 4. A Spectre Calls 5. Hold the Front Page 6. Puppy Love 7. Making History 8. The War Child | 1. The Trinity 2. Sticks and Ropes 3. Pie and Prejudice 4. The Greater Good 5. No Care, All Responsibility 6. The Last Broadcast |